# Akani Simbine
Akani Simbine (* 21. září 1993 Kemtpon Park) je jihoafrický reprezentant v lehké atletice. Věnuje se hladkým sprintům, jeho osobní rekordy jsou 9,82 s na 100 m, 15,08 s na 150 m a 19,95 s na 200 m. Je trojnásobným finalistou běhu na 100 metrů na olympijských hrách i na mistrovství světa v atletice. 
Vystudoval informatiku na Pretorijské univerzitě. Roku 2013 debutoval na atletickém světovém šampionátu a vypadl v rozběhu. V roce 2015 vyhrál na univerziádě závod na 100 m a byl třetí ve štafetě 4 × 100 m. Následujícího roku získal zlatou medaili z mistrovství Afriky v atletice ve štafetě a na olympiádě v Riu de Janeiru byl pátý v individuálním závodě na stometrové trati. V roce 2017 vyhrál Doha Diamond League, na mistrovství světa skončil pátý na stovce a osmnáctý na dvoustovce. Rok 2018 mu přinesl vítězství na africkém šampionátu v disciplínách 100 m i 4 × 100 m, na Hrách Commonwealthu vyhrál stovku a byl druhý ve štafetě a na Kontinentálním poháru obsadil třetí místo. Na mistrovství světa v atletice 2019 byl čtvrtý na stometrové trati a pátý se štafetou. Vyhrál Golden Gala v letech 2020 a 2021. 
Byl členem vítězné štafety na World Athletics Relays v roce 2021, která však byla dodatečně diskvalifikována kvůli pozitivnímu dopingovému nálezu Thanda Dlodla. Na Memoriálu Istvána Gyulaie v Budapešti pak vylepšil africký rekord na 100 metrů mužů na 9,84 s. Na tokijské olympiádě obsadil čtvrté místo. Na světovém šampionátu v roce 2022 obsadil páté místo na stometrové trati a šesté místo ve štafetovém běhu. Získal také stříbro na Hrách Commonwealthu 2022. V roce 2024 zvítězil na Bislett Games. Na Letních olympijských hrách v Paříži v tomtéž roce byl spolu s gymnastkou Caitlin Rooskrantzovou vlajkonošem jihoafrické výpravy při úvodním ceremoniálu. Na pařížské olympiádě skončil čtvrtý na stovce v novém osobním rekordu a jako finišman se podílel na stříbrné medaili pro sprinterskou štafetu.  